# Mohammad Fneich
Mohammad Fneich (arabe : محمد فنيّش), né le 2 octobre 1953, est un homme politique libanais. Membre du Hezbollah, il est député chiite de Bint-Jbeil entre 1992 et 2005 et député de Tyr depuis 2005 et appartient au Bloc de la fidélité à la Résistance. Il est nommé en juillet 2005 ministre de l’Énergie et de l’Eau au sein du gouvernement de Fouad Siniora. Il l’est l’un des deux représentants du Hezbollah dans ce cabinet.
Le 11 novembre 2006, à la suite de l'échec des négociations entre les partis libanais sur la formation d'un gouvernement d'union nationale, dans lequel le Hezbollah et ses alliés disposent d'une minorité de blocage, Mohammad Fneich présente sa démission du gouvernement.
Le Premier ministre Fouad Siniora la refuse et le pays plonge dans une grave crise politique. Les tentatives de règlement échouent et les ministres démissionnaires (Fneich, Trad Hamadé, Faouzi Salloukh, Talal Sahili et Mohammed Jawad Khalifé) insistent sur leur position.
À la suite de l'accord de Doha, Mohammad Fneich réintègre le gouvernement d'union nationale au poste de ministre du Travail entre juillet 2008 et novembre 2009, puis ministre d'État au Développement administratif à partir de novembre 2009. Le 15 février 2014, il est nommé ministre d’État pour les Affaires parlementaires dans le nouveau gouvernement de Tammam Salam.